# Búr háborúk
A búr háborúk (afrikaansul: Vryheidsoorloeë ’szabadságháborúk’) a mai Dél-afrikai Köztársaság területén lezajlott konfliktusok voltak, amelyben az Egyesült Királyság állt szemben az Oranje Szabadállammal és a Transvaal Köztársasággal (utóbbi hivatalosan Dél-afrikai Köztársaság, ami nem tévesztendő össze a mai állammal).

## Az első búr háború
Az első búr háború (1880–1881, ismert még Transvaali háborúként) egy viszonylag rövid konfliktus volt a britek és a búrok (holland telepesek) között, akik sikeresen fellázadtak a brit kormány ellen a Transvaal Köztársaságban, és helyreállították a függetlenségüket. A búrok a háború után kielégítően felszerelt és képzett reguláris haderőt állítottak fel. Nem utolsósorban hazaszeretetük és jó harcmodoruk révén az angol hadsereg rövidesen meghátrált.

## Második búr háború

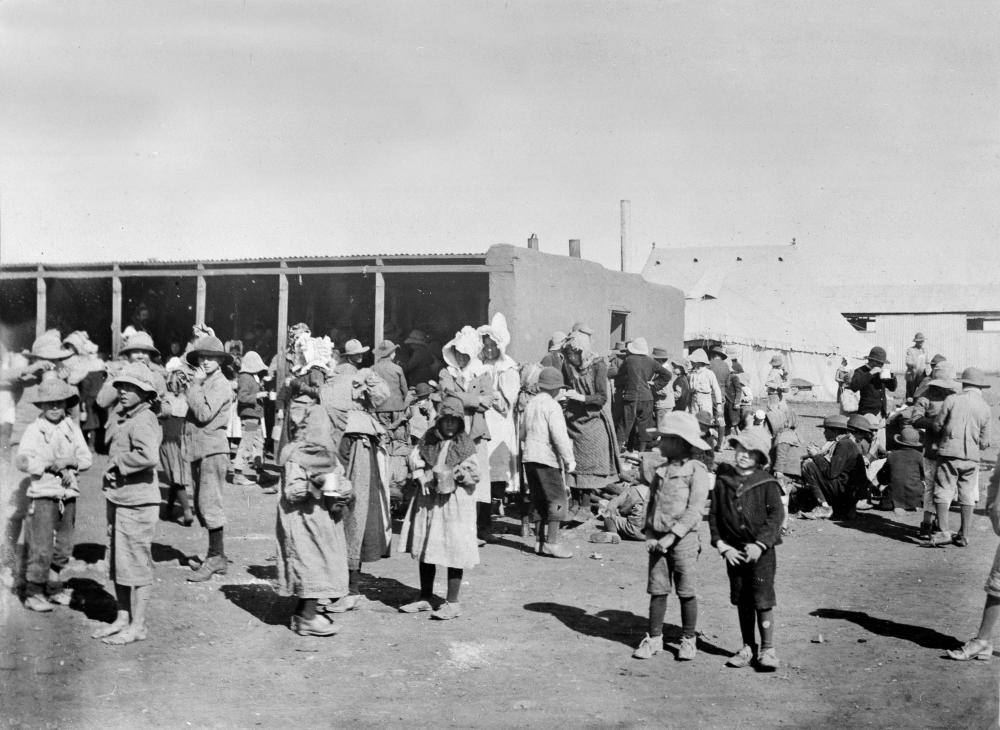
Búr asszonyok és gyerekek egy koncentrációs táborban

A második búr háború (1899–1902) az elsőnél jóval hosszabb volt. Elsöprő volt a brit túlerő, a búroknak pedig 80 000 fővel hosszú távon nem volt esélyük a 450 000 fős brit hadsereggel szemben, amelyben angol katonák mellett ausztrál, új-zélandi, kanadai, indiai, valamint egyiptomi katonák harcoltak, akiket a távolabbi gyarmatokról vezényeltek Dél-Afrikába. A búr hadsereg eleinte képzett, felfegyverzett reguláris sorkatonaságból állt, s megfelelően szervezett és teljes létszámra feltöltött gyalogsági és lovassági alakulatokkal harcolt. Mivel a brit hadseregnek nagyobb tartalékai voltak, a búrok gyakorlati okok miatt áttértek a gerillaharcra. A reguláris haderő fenntartása sokba került a két afrikai államnak. A véres harcok három évig tartottak, amelyekben körülbelül 30 000 katona és 28 000 civil halt meg. A vérontás, ami a háború alatt történt, aggasztó volt. A búrok jelentős veszteségeket szenvedtek a túlerő és a civil ellenállás megtörésére felállított koncentrációs táborok miatt, míg a brit katonákat a táj szokatlansága, a hőség és a rossz stratégiai döntések tizedelték. A háborút végül a britek nyerték, és hamarosan ezekből a gyarmatokból szervezték meg a Dél-Afrikai Unió egy részét.
Azonban a telepesek önfeláldozó harca és rengeteg áldozata meghozta a gyümölcsét. A háború után a búrok rendelkezhettek egy brit állampolgár minden jogával, és a hivatali nyelv is az afrikaans (a holland egyik változata) maradt a néhai Transvaal Köztársaság és Oranje Szabadállam területén.

## Civilek ellen

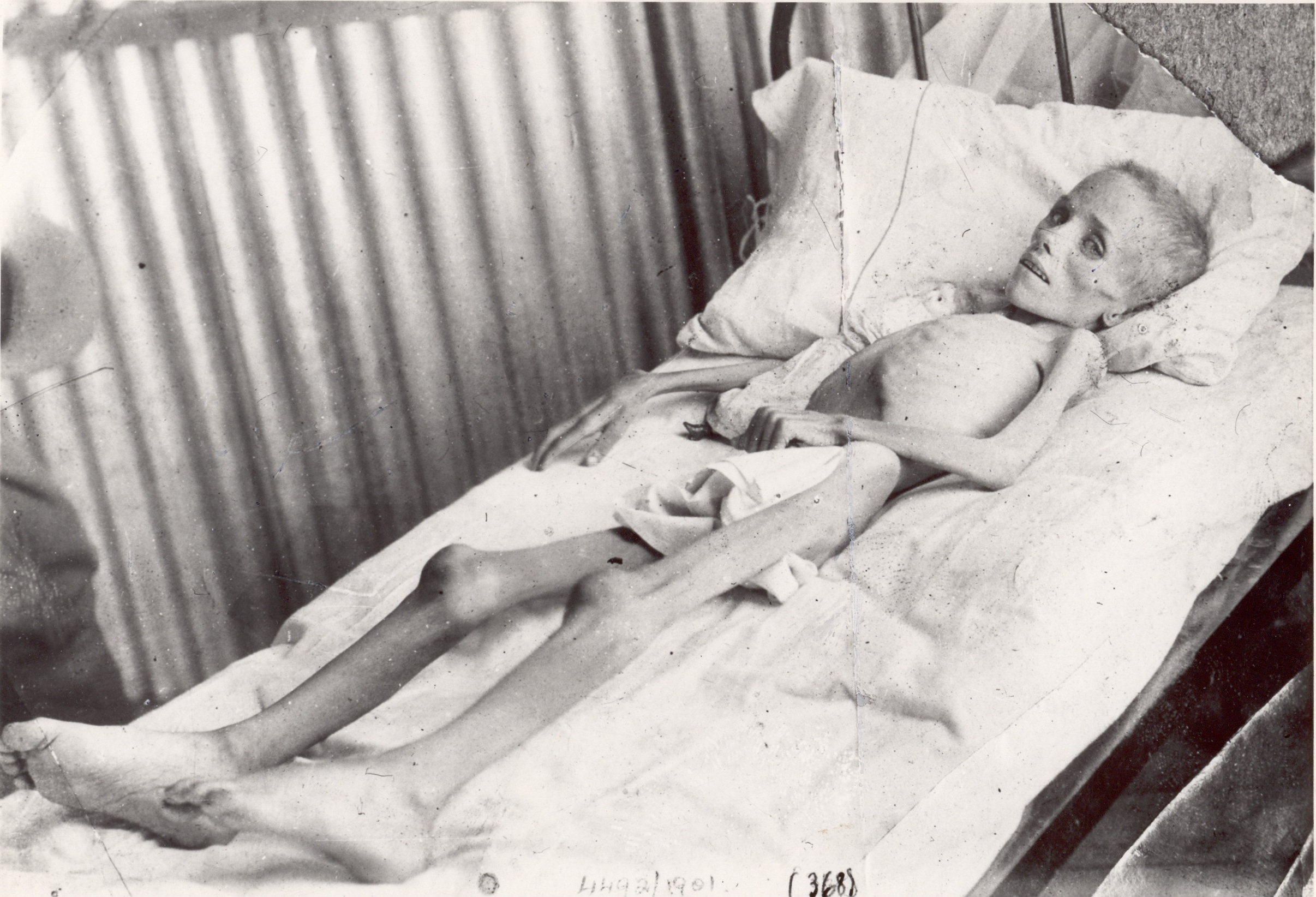
Lizzie van Zyl búr gyermek, aki Bloemfontein koncentrációs táborában halt meg

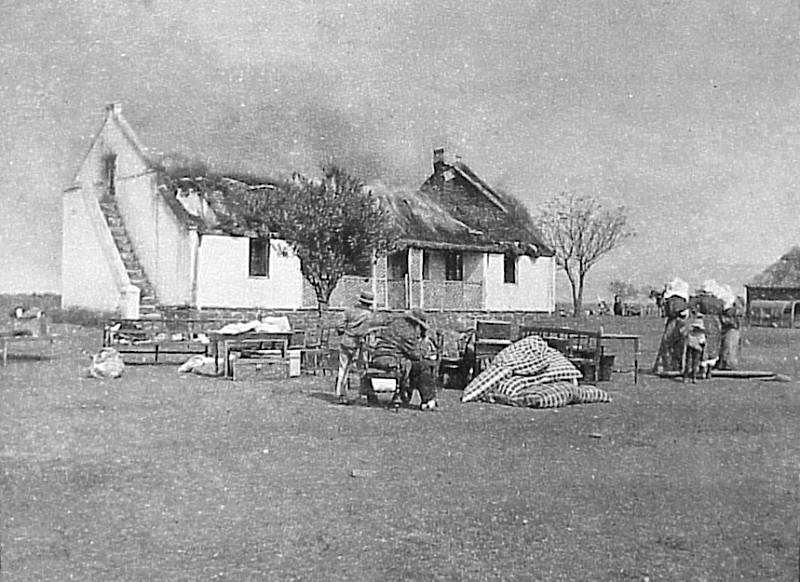
Egy égő búr ház

A második búr háború alatt a brit kormány elrendelte, hogy építsenek koncentrációs táborokat, ahová a búr nőket, gyerekeket és a búr gerillákat zárták. A történelem folyamán ezek voltak az első koncentrációs táborok. A minimális higiénia és a kevés élelmiszer miatt tömegével haltak éhen az emberek, valamint a járványok is rengeteg áldozatot szedtek. A brit taktika az volt, hogy így törjék meg a búr harcosok ellenállását, hogy családjukat táborokba hurcolják és ott embertelen körülményeknek teszik ki. A búr hadsereg ugyanis a különböző farmokról és tanyákról szerezte az utánpótlást, így a brit hadsereg a hadtáp területét akarta felszámolni.
Kitchener tábornok új stratégiát eszelt ki. A gerillaharcot folytató búrok farmjait leromboltatta, a termést elpusztította, hogy kiéheztetéssel térdre kényszerítse a holland telepeseket. A civil lakosságot sem kímélték.

## A búr felkelés
A búrok nagy mennyiségű fegyvert kaptak az angolokkal már javában ellenségeskedő németektől, ez azonban nem segített rajtuk. Az első világháború során részben német agitálásra egy felkelés tört ki a búr területeken, amelynek célja volt a két búr állam régi függetlenségének helyreállítása. A felkelők megpróbáltak kapcsolatba lépni a közeli afrikai német gyarmatokon állomásozó erőkkel, de végül a felkelés nem járt sikerrel. Ez arra késztette a briteket, hogy további engedményeket tegyenek a búroknak.